# استان درعا
استان درعا (به عربی:  محافظة درعا)، نام استانی در کشور جمهوری عربی سوریه است.

## جغرافیا
این استان در جنوب کشور سوریه واقع شده‌است.
این استان، از شمال به استان ریف دمشق، از جنوب به کشور اردن، از مغرب به استان قنیطره و از مشرق به استان سویداء محدود شده‌است.
استان درعا منطقه‌ای بیابانی است که به سهل حوران معروف است.
مساحت این استان در حدود ۳۷۳۰ کیلومتر مربع می‌باشد.
استان درعا دارای سه بخش است که عبارتند از: الصنمین، إزرع و درعا.

## جمعیت
جمعیت استان درعا در سال ۲۰۱۱ میلادی حدود ۱٬۰۲۷٬۰۰۰ نفر برآورد شد.
بیش از 92% مردم درعا سنی هستند

## تاریخچه
واژهٔ درعا به معنی دژ است؛ و این محل یکی از دژهای امپراتوری بیزانس در سوریه بوده‌است.
آناستاسیوس یکم در سال ۵۰۶ میلادی این دژ را استوارسازی کرد تا بتواند در برابر حمله ایرانیان ساسانی پایداری کند.
آناستاسیوس شهر درعا را آناستاسیوپولیس نامید ولی این نام تازه چندان رواجی نیافت.
دژ باستانی درعا که در این استان قرار دارد محل نبردهای بزرگ میان ایران و روم در زمان ساسانیان بوده‌است.
نبرد درعا (۵۳۰ میلادی)

## شهرها

جای استان درعا بر روی نقشهٔ سوریه

مهم‌ترین شهرهای این استان عبارت‌اند از:
- شهر درعا جمعیت ۱۱۵٬۰۰۰ نفر.
- شهر نوی جمعیت ۸۰٬۰۰۰ نفر.
- شهر طفس جمعیت ۳۱٬۰۰۰ نفر.
- شهر تسیل جمعیت ۲۰٬۰۰۰ نفر.
- شهر النعیمه جمعیت ۱۰٬۰۰۰ نفر.
- شهر انخل جمعیت ۳۰٬۰۰۰ نفر.
- شهر جاسم جمعیت ۲۹٬۰۰۰ نفر.
- شهر داعل جمعیت ۲۸٬۰۰۰ نفر.
- شهر بصری الشام جمعیت ۲۷٬۰۰۰ نفر.
- شهر الصنمین جمعیت ۲۴٬۰۰۰ نفر.
- شهر الحراک جمعیت ۱۸٬۰۰۰ نفر.
- شهر خربة غزالة جمعیت. ۱۷٬۰۰۰ نفر.